# ایوون خالسکه
ایوون خالسکه (سوئدی: Yvonne Schaloske؛ ‏ ۲۳ اوت ۱۹۵۱ – ۱ آوریل ۲۰۲۰) بازیگر اهل سوئد بود.
از فیلم‌هایی که وی در آن نقش داشته‌است، می‌توان به بزرگترین سرقت دارودسته ینسون و هری و سونیا اشاره کرد.